# Hitman: Codename 47
A Hitman: Codename 47 egy számítógépes akciójáték, a Hitman-sorozat első része. Fejlesztője a dán IO Interactive, kiadója pedig az Eidos. 2000-ben jelent meg, s ez az egyetlen PC-exkluzív része a szériának. A történet főhőse egy 47-es ügynök névre hallgató kopasz bérgyilkos, akinek vonalkódot égettek a tarkójába, s profi gyilkolásra képezték ki. A titkos, egyszerűen csak Ügynökség névre hallgató szervezettől kapja a megbízásokat, hogy végezzen különféle bűnözőkkel.

## Játékmenet
Bár a játék harmadik személyű, külső nézetből mutatja a főhőst, a játék mozgás szempontjából inkább az FPS-ekre hasonlít. A mozgáshoz a billentyűzet és az egér egyformán használható. A 47-es ügynök különféle kunsztokra is képes: létrát mászik, átugrik egyik erkélyről a másikra stb. Képes futni is, ám ezzel adott esetben felkeltheti a figyelmet, és rátámadhatnak az ellenfelek - ennek kivédésére képes lopakodni is.
A kijelző bal felső sarkában három fontos információs sáv látható. Az első az életerőt mutatja, a második a kevlármellény állapotát (ha van), a harmadikon pedig fontos információk olvashatóak (pl. gyanút fogtak az ellenfelek).
A játék fontos eleme a lopakodás és a rejtőzködés, az öldöklés nem feltétlenül szükséges. A 47-es ügynök, miután végzett valakivel, képes felvenni a ruháját, s így álcázni magát. Fegyverei között vannak pisztolyok, puskák, mesterlövészpuskák, de kések és egy zongorahúr is. A halott ellenfelek holttestét el kell tüntetni, nehogy rátaláljanak a többiek és gyanút fogjanak - ezért a testek odébb vonszolhatók és elrejthetők. A civilek illetve a rendfenntartó erők megölését a játék negatív pontokkal honorálja.
A játék zenéjét a Budapesti Szimfonikus Zenekarnak köszönhetjük.

## Történet
A 47-es ügynök egy titkos helyiségben ébred, ahol egy hang, hangszórókon keresztül ad neki utasításokat - így tanulható meg a játék kezelése is a játékosnak. Mikor elér a pálya végére, megöli az ott álló őrt, és kiszökik a külvilágba, a hang gazdájának megelégedésére.
Egy évvel később, a 47-es ügynök már mint profi bérgyilkos mutatkozik. Az ICA nevű ügynökség ad neki küldetéseket, a Diana nevű közvetítőn keresztül. Négy "nagykutyát" kell megölnie egy titokzatos megbízó kívánságára: Lee Hongot, a Triádok vezetőjét; Pablo Belisario Ochoa kolumbiai drogbárót; Franz Fuchs osztrák terroristát; és Arkagyij Jegorov fegyvercsempészt.
Amikor végzett egy-egy célszeméllyel, mindegyiknek a zsebében talál egy levelet, amelyet a célpontok egymásnak írtak. Ezekből az derül ki, hogy mindannyian ismerik egymást. Mi több, egy időben voltak tagjai a Francia Idegenlégiónak, és van egy közös barátjuk is, bizonyos "Professzor" Ort-Meyer.
A 47-es ügynököt, miután elvégezte a munkáját, Diana értesíti, hogy a személy, aki felbérelte a négy célszemély meggyilkolására őt, most újabb áldozatot szeretne eltetetni láb alól. A célszemély Szatmárnémetiben, Romániában él, bizonyos Ödön Kovács, és egy elmegyógyintézet igazgatója. Amikor odaér a 47-es ügynök, a titokzatos hangot hallja ismét, aki felfedi kilétét: ő Ort-Meyer professzor. Ezután hívja a különleges erőket. A SWAT csapattal való küzdelme során egyre mélyebbre jut az épületben, ahol megtudja az igazságot saját magáról: ő egy genetikai klónozási kísérlet eredménye, akit a négy célszemély és Ort-Meyer génjeiből állítottak össze. Azért hagyta a professzor megszökni, hogy tapasztalatot nyerjen a klón a külvilágból. A célszemélyeknek pedig azért kellett meghalnia, mert mindannyian a saját céljaikra akarták felhasználni a klónt, amit Ort-Meyer nem akart.
Egy CIA-ügynök, Smith segítségével a 47-es ügynök lejut az elmegyógyintézet pincéjébe, ahol a professzor laborja van. Itt új, kizárólag Ort-Meyer védelmére kiképzett klónokkal, 48-asokkal találkozik. Miután mindegyiküket megöli, a professzor elé lép, és végül vele is végez.

## Kritikák
A játék alapjában véve pozitív fogadtatásban részesült, a PC Guru 2001. januári számában 94%-ra értékelte. Pozitívumnak tekintették a mozgásszabadságot, a feladatok változatos megoldásának lehetőségét, valamint a mesterséges intelligenciát. Negatívumként írták viszont le a játék irányításának egyes nehézségeit (pl. a holttestek eltüntetését), a multiplayer játékmód és a játék közbeni mentési lehetőség hiányát.

## Folytatások
A játéknak idővel több folytatása jelent meg.
- Hitman 2: Silent Assassin (2002)
- Hitman: Contracts (2004)
- Hitman: Blood Money (2006)
- Hitman: Absolution (2012)

2007-ben a játék alapján készült egy film is, Hitman – A bérgyilkos címmel.